# Leyritz-Moncassin
Leyritz-Moncassin – miejscowość i gmina we Francji, w regionie Nowa Akwitania, w departamencie Lot i Garonna.
Według danych na rok 1990 gminę zamieszkiwało 251 osób, a gęstość zaludnienia wynosiła 12 osób/km² (wśród 2290 gmin Akwitanii Leyritz-Moncassin plasuje się na 928. miejscu pod względem liczby ludności, natomiast pod względem powierzchni na miejscu 497.).